# Albert Sercu
Albert "Berten" Sercu (Bornem, 26 januari 1918 - Roeselare, 24 augustus 1978) was een Belgische wielrenner die prof was van 1939 tot 1952.

## Carrière
Hij was zowel op de weg als op de baan actief. In 1947 won Sercu zilver op het wereldkampioenschap wielrennen op de weg in Reims, na Theo Middelkamp. Sercu verzamelde veel ereplaatsen, onder andere in Parijs-Brussel, het Belgisch kampioenschap op de weg, de Ronde van Vlaanderen, Parijs-Tours en de Scheldeprijs. Daarnaast kon hij ook enkele belangrijke wedstrijden winnen. Zo won hij enkele etappes in de Ronde van België, in 1947 Dwars door Vlaanderen, de Omloop Het Volk en Nokere Koerse, en in 1951 werd hij Europees kampioen Ploegkoers op de baan.
Albert Sercu is de vader van Patrick, een van de grootste zesdaagserenners aller tijden, en ook de grootvader van wielermanager Christophe.
In Roeselare is de Albert Sercustraat naar hem vernoemd. Wegens zijn inzet in de jaren zestig voor de herstelling van de openluchtvelodroom in Rumbeke werd deze eveneens naar hem vernoemd: de wielerpiste Defraeye-Sercu.

## Belangrijkste overwinningen
1946
- Omloop van de Westkust De Panne
- Omloop van het Houtland
- 4e etappe Ronde van België
- 6e etappe Ronde van België

1947
- GP Stad Vilvoorde
- Nokere Koerse
- Dwars door Vlaanderen
- Omloop Het Volk
- 1e etappe Ronde van België
- 3e etappe Ronde van België

1948
- Omloop der Vlaamse Gewesten

1951
- Europees Kampioenschap baan, Ploegkoers, elite + Valère Ollivier

## Resultaten in voornaamste wedstrijden
| Jaar | Ronde van Italië | Ronde van Frankrijk | Ronde van Spanje |
| ---- | ---------------- | ------------------- | ---------------- |
| 1941 |                  |                     |                  |
| 1943 |                  |                     |                  |
| 1945 |                  |                     |                  |
| 1946 |                  |                     |                  |
| 1947 |                  | opgave              |                  |
| 1948 |                  |                     |                  |
| 1950 |                  |                     |                  |
| 1951 |                  |                     |                  |

| Jaar | Milaan-San Remo | Gent-Wevelgem | Ronde van Vlaanderen | Parijs-Roubaix | Parijs-Brussel | Parijs-Tours | Omloop Het Volk |  | WK op de weg |
| ---- | --------------- | ------------- | -------------------- | -------------- | -------------- | ------------ | --------------- |  | ------------ |
| 1941 |                 |               | 24e                  |                |                |              |                 |  |              |
| 1943 |                 |               | ↑                    | 5e             |                | 45e          |                 |  |              |
| 1945 |                 | 19e           | ↑                    | 21e            |                | 9e           | 16e             |  |              |
| 1946 |                 |               | 4e                   | 21e            |                |              |                 |  |              |
| 1947 | 9e              |               | 29e                  |                | 11e            | ↑            | Goud            |  | ↑            |
| 1948 |                 |               |                      | 18e            | Zilver         | 40e          |                 |  |              |
| 1950 |                 |               |                      | 26e            |                | 12e          |                 |  |              |
| 1951 |                 |               |                      | 55e            |                |              |                 |  |              |